# Duane Vermeulen
Daniel Johannes „Duane“ Vermeulen (* 3. Juli 1986 in Nelspruit, Transvaal) ist ein ehemaliger südafrikanischer Rugbyspieler, der in der Südafrikanischen Rugby-Union-Nationalmannschaft aktiv war. Mit dieser wurde er bei der Rugby-Union-Weltmeisterschaft 2019 in Japan als Nummer Acht und bei der Rugby-Union-Weltmeisterschaft 2023 in Frankreich zweimal Weltmeister.
2019 spielt er für die Kubota Spears in der japanischen Top League. Davor spielte er für die Pumas, die Free State Cheetahs und Western Province, sowie die Super-Rugby-Mannschaften Cheetahs, Stormers und Bulls sowie den RC Toulon in der französischen Rugby-Liga.